# Rainer Hermann
Rainer Hermann (* 15. června 1956, Lörrach) je německý novinář, islamolog a národohospodář.

## Život a dílo
Vystudoval národohospodářství a islamistiku. Následně pracoval déle než dvacet let jako zahraniční zpravodaj na Blízkém východě. Je také autorem několika knih s tematikou Turecka a Islámského státu.

### Přehled děl v německém originále (výběr)
- Wohin geht die türkische Gesellschaft?: Kulturkampf in der Türkei (k roku 2016 nepřeloženo: Kam kráčí turecká společnost?: Kulturní boj v Turecku)

### České překlady zněmčiny
- Konečná stanice Islámský stát?: selhání státu a náboženská válka v arabském světě (orig. 'Endstation Islamischer Staat?: Staatsversagen und Religionskrieg in der arabischen Welt). ' 1. vyd. Praha: Academia, 2016. 115 S. Překlad: Jiřina a Petr Kučerovi